# Besse (Isère)
Besse ist eine französische Gemeinde im Département Isère in der Region Auvergne-Rhône-Alpes. Die Gemeinde, die zum Arrondissement Grenoble und zum Kanton Oisans-Romanche gehört, hat 153 (Stand: 1. Januar 2022) Einwohner, die Bessats genannt.

## Geographie
Besse liegt etwa 36 Kilometer ostsüdöstlich von Grenoble. Umgeben wird Besse von den Nachbargemeinden Saint-Sorlin-d’Arves im Norden und Nordwesten, Saint-Jean-d’Arves im Norden und Nordosten, La Grave im Osten, Saint-Christophe-en-Oisans im Süden und Südosten, Mizoën im Süden sowie Clavans-en-Haut-Oisans im Westen.

## Bevölkerungsentwicklung
| Jahr                       | 1962 | 1968 | 1975 | 1982 | 1990 | 1999 | 2006 | 2017 |
| -------------------------- | ---- | ---- | ---- | ---- | ---- | ---- | ---- | ---- |
| Einwohner                  | 204  | 162  | 116  | 117  | 116  | 130  | 144  | 126  |
| Quellen: Cassini und INSEE |      |      |      |      |      |      |      |      |

## Sehenswürdigkeiten
- Kirche Saint-André aus dem 19. Jahrhundert
- Kapellen Notre-Dame-de-Pitié, Notre-Dame-des-Sept-Douleurs, Saint-Fabien, Saint-Roch und Saint-Sébastien
- Haus Alpages